# 土生工程学
土生工程学（Soil Bioengineering）是一門将土壤生物学（Soil Biology）的原理和工程学的技术相结合的工程科学。现在已發展出很多有效的土生工程方法，例如土壤的生物覆盖层，在土壤中混入生物炭，免耕种植等等。